# 小行星1840
小行星1840（1840 Hus）是一颗围绕太阳公转的小行星。1971年10月26日，盧波什·科胡特克在汉堡发现了此天体。
該小行星以捷克神學家揚·胡斯命名。
这颗小行星的绝对星等为13.86989253025921等。